# Fregata klase Fridtjof Nansen
Fregate klase Fridtjof Nansen su klasa fregata koje su glavne površinske borbene jedinice Kraljevske norveške mornarice. Brodovi su nazvani po slavnim norveškim istraživačima, a vodeći brod klase nosi ime Fridtjofa Nansena, znanstvenika, istraživača i humanitarca. Pet brodova naručeno je od španjolskog brodograditelja Bazana (danas Navantia).
Ukupni predviđeni trošak za svih pet brodova u 2009. bio je 21 milijardu norveških kruna (oko 2,44 milijarda američkih dolara). Od studenog 2018. godine četiri su broda u aktivnoj službi, a jedan je potonuo.

## Dizajn
Fregate su izvorno bile zamišljene kao zamjena za staru klasu Oslo, s primarnim fokusom na protupodmorničko ratovanje (ASW). Naposljetku su potreba za snažnom protuzračnom obranom kao i mogućnost uključivanja projektila zemlja-zemlja Naval Strike Missile koji proizvodi norveška tvrtka Kongsberg Defence & Aerospace doveli do višenamjenskog dizajna. Odabir Navantije kao glavnog izvođača doveo je do toga da je dizajn bio vrlo sličan španjolskoj fregati klase Álvaro de Bazán te je uključujućivao ugradnju Lockheed Martinovog borbenog sustava AEGIS.

## Povijest
Dana 26. veljače 2009. norveška vlada odlučila je rasporediti Fridtjofa Nansena u Adenski zaljev, sudjelujući na taj način u operaciji Atalanta, kampanji Europske unije protiv piratstva u Somaliji. Fridtjof Nansen pridružio se kampanji u kolovozu 2009.
U studenom 2009. fregata se uključila u sukob s osumnjičenim piratima nakon što je napadnuta dok je pregledavala ribarski brod. 
Dana 8. studenoga 2018., dok se vraćao sa sudjelovanja u vježbi Trident Juncture, Helge Ingstad sudjelovao je u sudaru s tankerom Sola TS registriranim u Malti koji je ozbiljno oštetio fregatu i prouzročio ozbiljan nagib koji ju je stavio u opasnost od potonuća. Fregata je uspješno nasukana kako bi se spriječilo potonuće i omogućila evakuacija posade. U ranim jutarnjim satima 13. studenoga brod je djelomično potonuo, a iznad vode su ostali samo manji dijelovi. Plovilo je pronađeno, ali s previsokim troškovima popravka ostavljeno je izvan pogona.

## Brodovi u klasi
| Broj | Ime             | Naručen          | Porinut            | Stavljen u službu  | Status                         |
| ---- | --------------- | ---------------- | ------------------ | ------------------ | ------------------------------ |
| F310 | Fridtjof Nansen | 23. lipnja 2000. | 3. lipnja 2004.    | 5. travnja 2006.   | Aktivan                        |
| F311 | Roald Amundsen  | 23. lipnja 2000. | 25. svibnja 2005.  | 21. svibnja 2007.  | Aktivan                        |
| F312 | Otto Sverdrup   | 23. lipnja 2000. | 28. travnja 2006.  | 30. travnja 2008.  | Aktivan                        |
| F313 | Helge Ingstad   | 23. lipnja 2000. | 23. studenog 2007. | 29. rujna 2009.    | Prodan u otpad, siječanj 2021. |
| F314 | Thor Heyerdahl  | 23. lipnja 2000. | 11. veljače 2009.  | 18. siječnja 2011. | Aktivan                        |